# Elisabet Strid
Elisabet Strid (Malmö, Escània, Suècia, 1976) és una soprano sueca.

## Biografia
Formada musicalment a la Operahögskolan (Escola Superior d'Òpera) d'Estocolm entre el 2000 i 2004. Ha estat successivament becada per la Societat Wagneriana de Suècia (Svenska Wagnerförbundets Bayreuthstipendium), pel “Jenny Lindstipendiet” i el “Christina Nilssonsstipendiet”.
Sense haver acabat encara la seva formació operística, va debutar com a Byrgitta en l'òpera homònima de Carl Unander-Schrins, amb la Vadstena-Akademien (2003). Posteriorment, va debutar en l'Òpera Reial d'Estocolm (Kungliga Operan) en el paper d'Antonia a Les contes d'Hofmann d'Offenbach. Tan bon punt va finir els seus estudis esdevingué membre de l'Òpera de Norrland, a Umeå, en la qual va cantar el personatge de Liu a Turandot de Puccini l'any 2005. Aquesta representació va ser filmada per la Televisió Sueca. Arrel del gran èxit que va tenir en la seva interpretació del rol protagonista de Rusalka de Dvorak a l'Òpera de Norrland el 2006, va ser distingida amb el premi “Tidskriften Opera”, atorgat per aquesta publicació operística.
Dintre del repertori wagnerià, va debutar a l'Òpera Nacional de Letònia, a Riga, amb el paper de Sieglinde a Die Walküre el 2007. El 2008 va cantar el paper d'Ingrid Skeppsbro a l'estrena absoluta de l'òpera de Mats Larsson Gothe Poet and Prophetess. Posteriorment, el 2009, va cantar el rol d'Ellen Orford a l'òpera de Benjamin Britten Peter Grimes, també a l'Òpera de Norrland. L'any següent, el 2010 va fer Elisabeth a les representacions de Tannhäuser de Wagner a l'Òpera de Noruega, sota la direcció musical de Kiril Petrenko y la teatral de Stephan Herheim. Durant el bienni 2010-2011 interpretà, amb notable èxit a l'Òpera Nacional de Finlàndia diversos papers com els de Rusalka, Madama Butterfly i Giorgetta a Il Tabarro. Va retornar posteriorment a l'Òpera Nacional de Letònia cantant Gutrune a Götterdämmerung.
El 2012 interpretà Rusalka a l'Òpera de Göteborg i els rols wagnerians de Sieglide i Elisabeth a la Deutsche Opera am Rhein a Düsseldorf. El 2013 fa el seu debut al Festival de Bayreuth cantant el paper de Freia a Das Rheingold, al cicle sencer de Der Ring des Nibelungen que va dirigir musicalment Kiril Petrenko i escenogràficament Frank Castorf, per a debutar a continuació com a Senta a Der fliegende Holländer a l'Òpera de Michigan, a la ciutat de Detroit.
A l'octubre de 2015 interpreta Elisabeth de Tannhäuser a l'Òpera de Dresden i al novembre torna a la seva Malmö natal per a interpretar la part solista de soprano al Requiem de Mozart a la Sankt Johannes kyrka de Malmö, sota la direcció de Christian Schultze. A l'abril del 2015 canta la seva primera Brünhilde a les representacions de Siegfried que tingueren lloc a l'Òpera de Leipzig, al costat de Christian Franz i amb direcció musical d'Ulf Schirmer.